# Jürgen Konrad (Jurist)
Jürgen Konrad (* 14. Januar 1955 in Castrop-Rauxel) ist ein deutscher Jurist. Er war bis zu seiner Pensionierung Generalstaatsanwalt in Naumburg (Saale), der Generalstaatsanwaltschaft von Sachsen-Anhalt.

## Leben
Konrad studierte Jura in Bochum und Münster. Er wurde 1983 zum Richter ernannt und arbeitete an verschiedenen Gerichten (darunter das Landgericht Dortmund). Seit 1998 war er als Ministerialdirigent im Justizministerium Sachsen-Anhalt tätig und als Abteilungsleiter für Personal- und Haushaltsfragen zuständig. Als Generalstaatsanwalt des Landes Sachsen-Anhalt wurde er im August 2001 ernannt und verblieb in dieser Position bis zu seiner Pensionierung im Mai 2020.